# Casa Portcullis

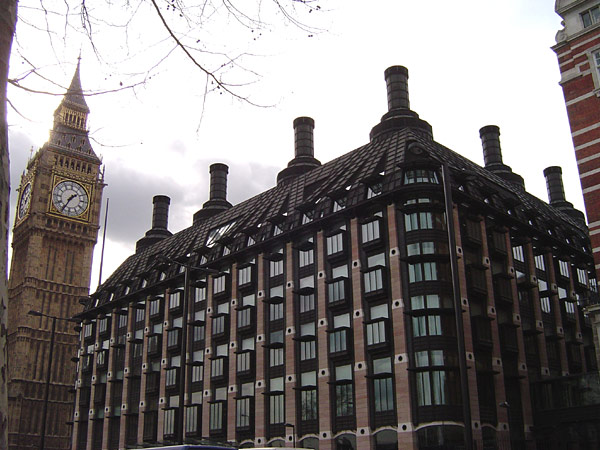
La Casa Portcullis.

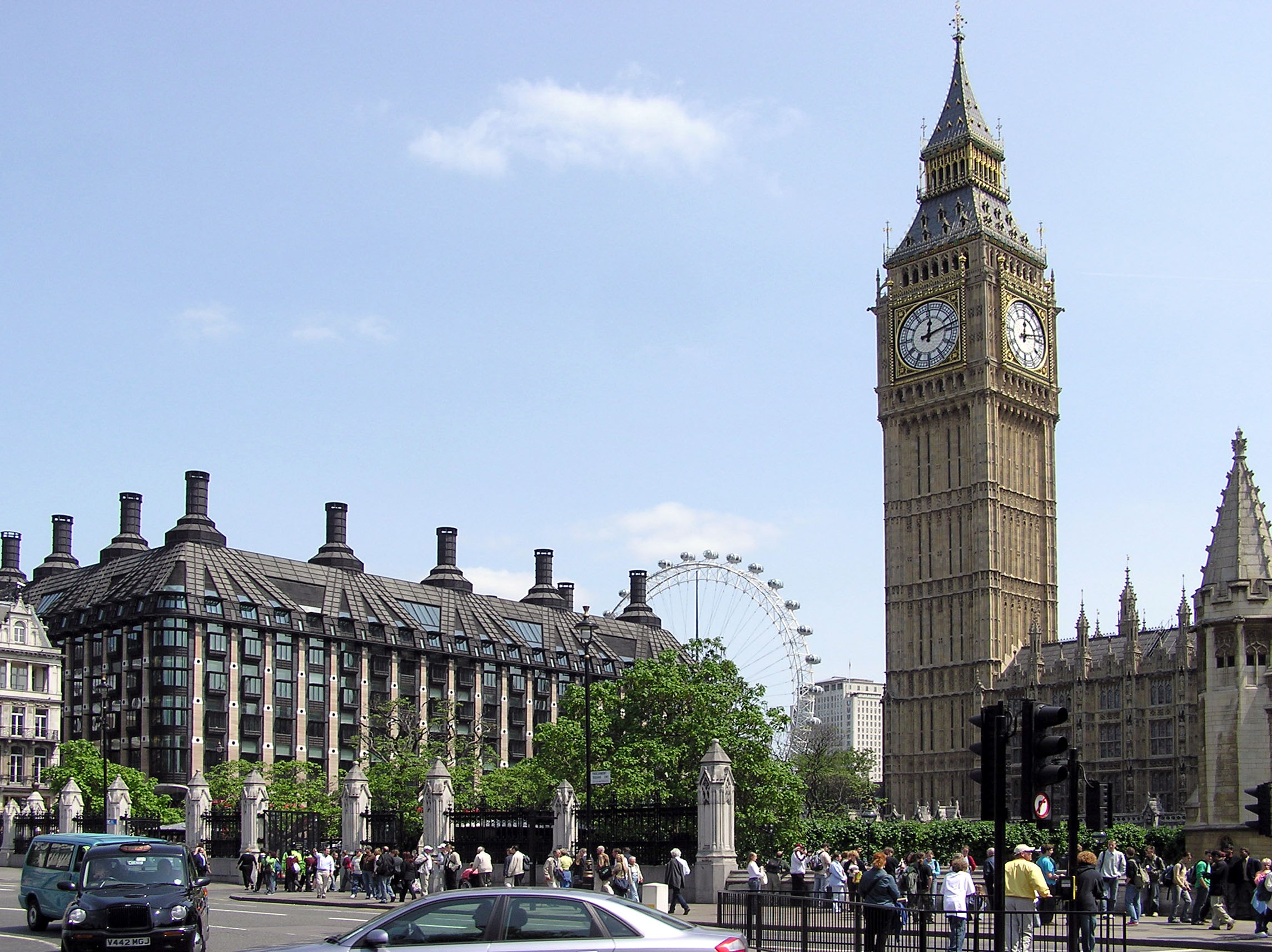
La Casa Portcullis, el London Eye y el Big Ben.

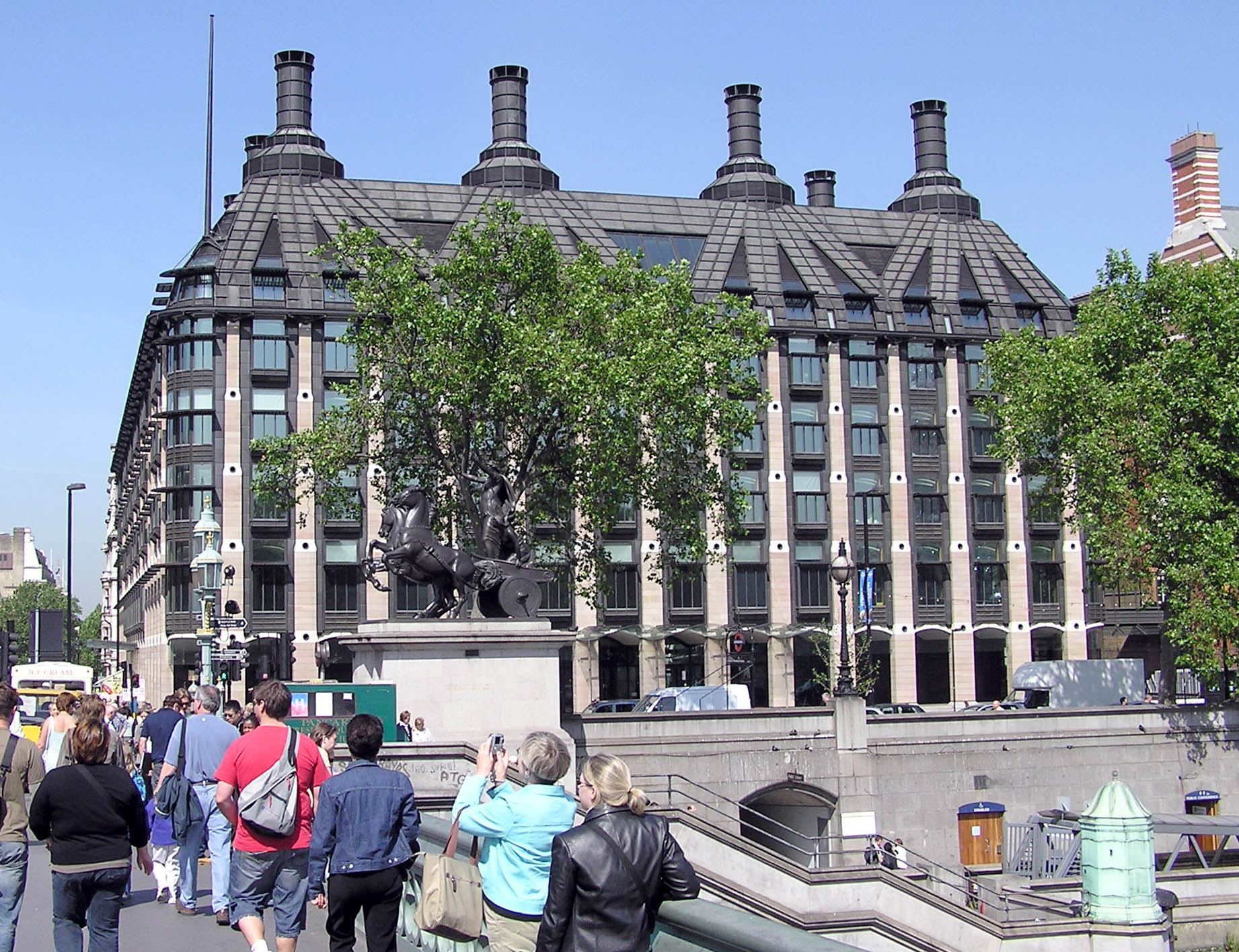
La Casa Portcullis desde el puente de Westminster.

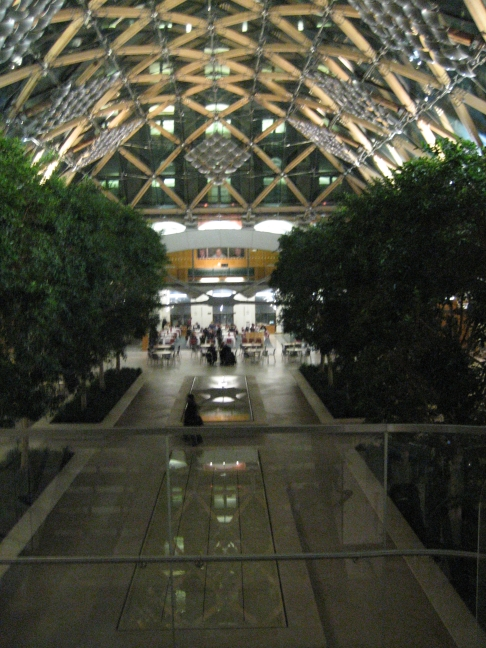
Atrio principal

La Casa Portcullis es un edificio en Westminster, Londres, cuya construcción fue aprobada en 1992 para suplir la falta de espacio en el Palacio de Westminster y es usado como oficinas por los miembros del Parlamento y sus respectivos equipos de trabajo.

## Emplazamiento
El edificio se encuentra en la esquina de Bridge Street y Victoria Embankment, sobre el río Támesis. Los arquitectos, Michael Hopkins and Partners publicaron su diseño en 1993 y los edificios que se ubicaban en el lugar de construcción fueron demolidos en 1994. Al mismo tiempo, el Metro de Londres estaba construyendo una extensión para la Jubilee Line incluyendo una nueva estación de intercambio en Westminster que ocupaba la misma área. Debido a esto, ambos proyectos fueron diseñados y construidos como una sola unidad. 

## Arquitectura
Un grueso bloque de hormigón separa la Casa de Portcullis de la estación, según se informa para defenderla de cualquier intento de ataques terroristas subterráneos. El peso del edificio es soportado por los muros, sin columnas interiores. Las esquinas del edificio se apoyan desde el tejado usando enormes vigas de acero. El edificio está diseñado para durar 120 años, por lo que el bronce de aluminio fue escogido como metal expuesto para el tejado y los muros.